# Publi Septimi Geta (germà de Septimi Sever)
Publi Septimi Geta (llatí: Publius Septimius Geta) fou germà de l'emperador Septimi Sever. Va viure al segle iii.
Va exercir les magistratures de qüestor, pretor de Creta, pretor de Cirene i cònsol el 203 juntament amb Plaucià (Plautianus). Es creu que tenia algunes esperances de ser preferit com a hereu als seus nebots i potser per això va revelar a Septimi Sever els plans de Plaucià per fer-se amb l'imperi, que després d'aquest temps va començar a perdre la seva influència.